# Marie Kristina z Ditrichštejna
Kněžna Marie Kristina Josefa z Ditrichštejna, rozená hraběnka z Thun-Hohensteinu (28. dubna 1738 Praha – 4. března 1788 Vídeň) byla česká šlechtična z rodu Thun-Hohensteinů, manželka Jana Karla z Ditrichštejna a jedna z dvorních dam arcivévodkyně Marie Alžběty. V roce 1784 iniciovala druhý let balónu v českých zemích.

## Život

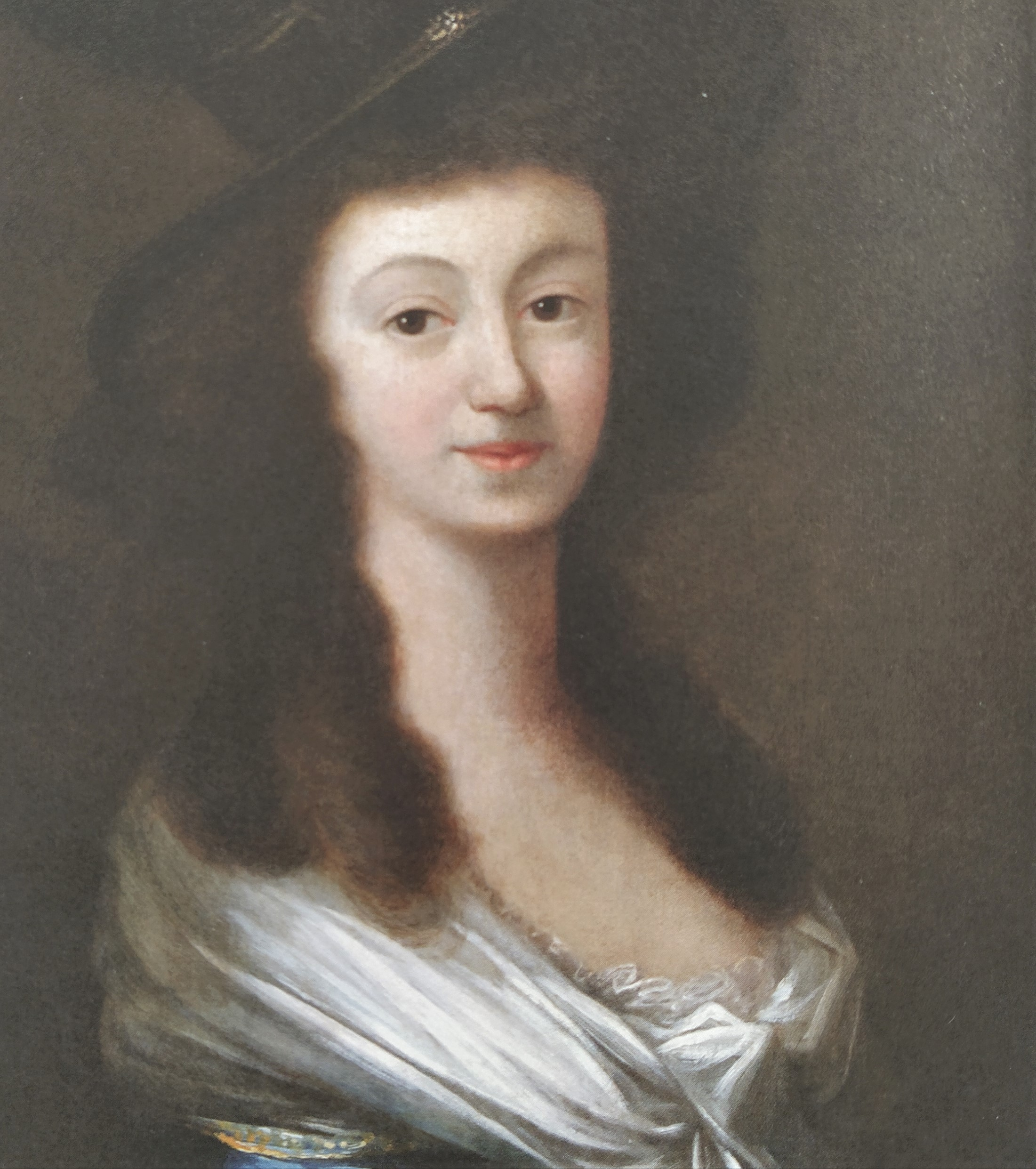
Marie Kristina z Thun-Hohensteinu (1738–1788), manželka knížete Karla Jana z Ditrichštejna (portrét kolem roku 1770, sbírky zámku Lysice)

Narodila se 28. dubna 1738 v Praze jako čtvrté dítě a nejstarší dcera hraběte Jana Josefa z Thun-Hohensteinu a jeho první manželky Marie Kristiny z Hohenzollern-Hechingenu. V jedenácti letech jí zemřela matka a otec se následně ještě třikrát oženil a zplodil celkem 24 potomků. Jan Josef v té době vlastnil rozsáhlé majoráty Klášterec nad Ohří a Děčín, kromě toho mu patřilo i panství Choltice a dva paláce v Praze na Malé Straně.
Hrabě při výchově kladl velký důraz na vzdělání, které se snažil rovnoměrně rozložit mezi své syny i dcery. Mladší potomky vzdělávali domácí učitelé, starší podstupovali tradiční cesty po Evropě. Zatímco u mužů bývaly za vrchol jejich studií tzv. kavalírské cesty, při kterých získávali a ověřovali si praktické zkušenosti, ženy takové možnosti neměly a proto u nich býval tím vrcholem pobyt u některého z panovnických dvorů v pozici dvorní dámy.
Z evropských panovnických dvorů byl tím nejprestižnějším v této době dvůr vídeňský. Na něm pobývala nejen císařovna Marie Terezie, ale také jejích osm dcer, přičemž každá z nich měla svůj hofštát, neboli dvorskou společnost. Dvorní dámy zde sice musely zastávat určitou práci, zároveň se jim však dostávalo dalšího vzdělání, především v oblasti etiky a dvorského protokolu. V neposlední řadě zde získávaly cenné a důležité kontakty (muži je získávali při kavalírských cestách) a často právě u dvora poznávaly své budoucí manžely, což byl i případ Marie Kristiny.
Marie Kristina se na vídeňském panovnickém dvoře stala dvorní dámou arcivévodkyně Marie Alžběty, třetí dcery císařovny, pro své časté flirtování nazývanou „sličná koketa“. Sama Marie Kristina neměla o nápadníky nouzi. Hned při prvním setkání okouzlila i knížete Jana Karla z Ditrichštejna, v té době nejvyššího podkoního u arcivévody Josefa (pozdějšího císaře Josefa II.). Jan Karel však na ní neobdivoval její vzhled, ale především její mnohostranné vzdělání, které v té době nebylo u žen obvyklé, a kromě toho i moudrost a přívětivost. Jak se dozvídáme ze zpráv jeho strýce Jana Josefa z Khevenhülleru, chtěl tehdy již šestatřicetiletý kníže původně předat správu rodových statků svému bratrovi a sám se chtěl věnovat esoterice, alchymii a především svobodnému zednářství, se kterým se seznámil během svých cest po Dánsku a Prusku. Po setkání s Marií Kristinou však své plány změnil.
Svatba Marie Kristiny z Thun-Hohensteinu a Jana Karla z Ditrichštejna se uskutečnila 30. ledna 1764 ve Vídni za účasti celého dvora. Oddal je vídeňský arcibiskup kardinál Migazzi. Po svatbě byli přijati v císařových soukromých komnatách. Následně se usadili ve vídeňském Ditrichštejnském paláci, protože mikulovský zámek ještě obývali Janovi rodiče. První rok po svatbě se nesl ve znamení slavností a ceremonií. V listopadu se jim pak narodil první potomek, syn Josef Jan z Ditrichštejna, který však zemřel rok poté. V následujících letech přišli na svět další potomci. 
V roce 1769 Janův otec Karel Maxmilián z Ditrichštejna synovi předal správu majetku v Čechách, na severní Moravě a ve Slezsku. Kníže tak často opouštěl Vídeň, aby se mohl věnovat správě panství. Zároveň se nechtěl vzdát svého společenského života u dvora, proto v roce 1777 správu převzala Marie Kristina.

## Potomci
- Josef Jan (18. října 1764 – 1765)
- Marie Josefa (7. února 1766 – 2. července 1766)
- František Josef (28. dubna 1767, Vídeň – 8. července 1854, tamtéž), 8. kníže z Ditrichštejna, manž. 1797 Alexandra Andrejevna Šuvalovová (19. prosince 1775, Petrohrad – 10. listopadu 1847, Vídeň)
- Marie Terezie (11. srpna 1768, Vídeň – 16. září 1822), I. manžel 1787 Filip Kinský (4. srpna 1741, Chroustovice – 14. února 1827, Praha), rozvedli se o rok později, II. manžel 1807 Maxmilian von Merveldt (29. června 1764 – 5 . července 1815, Londýn), generál jezdectva a diplomat
- Ludovika Josefa (6. prosince 1769 – 2. června 1771)
- Jan Baptista Karel (31. března 1772 – 10. března 1852)
- Mořic Josef Jan (19. února 1775, Vídeň – 27. srpna 1864, tamtéž), 10. kníže z Ditrichštejna, nejvyšší komorník rakouského císařského dvora 1845–1848, manž. 1800 Terezie Gilleisová (16. ledna 1779 – 3. září 1860)
- Josef František (28. února 1780 – 7. ledna 1801)